# Panurgos

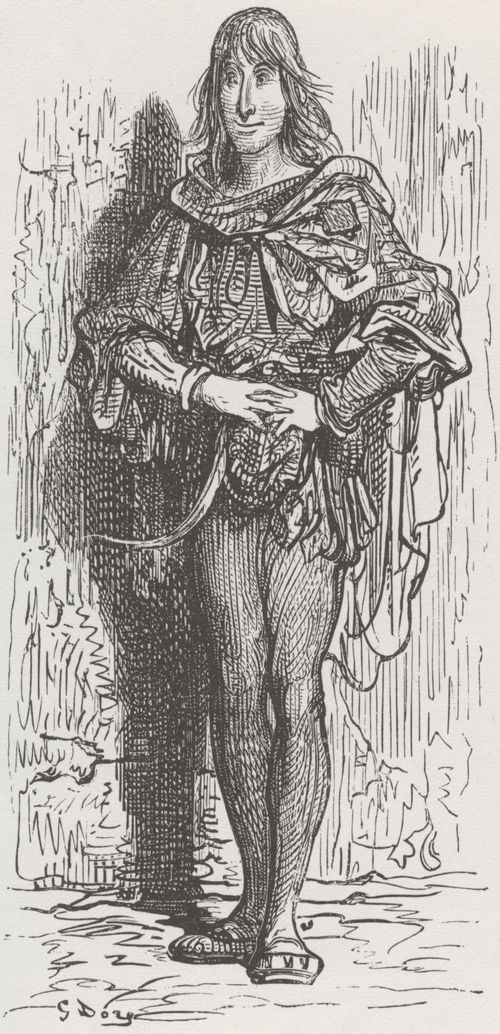
Panurgos na ilustraci Gustava Doré

Panurgos (ve francouzském originále Panurge, z řec. Πανοῦργος Panoûrgos, což znamená „Ten, kdo umí vše“) je postava románu Gargantua a Pantagruel autora François Rabelais. Ačkoliv je jméno v originále oproti výchozí řecké podobě upravené, překladatelé do češtiny (Jihočeská Theléma) použili řeckou koncovku.
Panurgos byl přítelem obra Pantagruela, objevuje se poprvé ve druhé knize. Při prvním výskytu používá řadu jazyků (němčinu, italštinu, skotštinu, nzozemštinu, španělštinu, dánštinu, hebrejštinu, řečtinu, latinu a francouzštinu), z nichž některé jsou i umělé.
Dodnes se používá úsloví Panurgovy ovce ("mouton de Panurge") jakožto odkaz na příhodu, kdy Panurgos vyhodil ze člunu vedoucího berana a jehož ostatní berani následovali a vyskákali ze člunu také [kniha IV., kapitola VIII. na straně 278 uvedené knihy. (V češtině by jako podobné úsloví mohlo být: První vůl stádo vede.)
Mezi dalšími vlastnostmi a příběhy, jimiž se Panurgos v románě proslavil, je znalost mnoha jazyků, z nichž některé neexistovaly, filosofická disputace bez použití slov,
přemítání jak mít ženu a nebýt paroháčem, radil jak vystavět hradby města Paříže. Měl málo peněz, toť bolest, jíž rovno není, nicméně měl třiašedesát způsobů jak se k nim dostat vždycky, když to potřeboval, a z nich nejpoctivější a nejobyčejnější způsob byl krádež kradmo provedená ... Prováděl všelijaká alotria sorbonnským učitelům, učencům, kněžím a mnichům a ženám, které sváděl a jež byly příliš ctnostné, aby se nechaly ... Slovní hříčka ve francouzštině "Il ne faut pas confondre les femmes folles de la messe et les femmes molles de la fesse.".
Panurgos (Panurge) je i titulním hrdinou opery Julese Masseneta z roku 1913 na Rabelaisovy motivy.